# Coiba
Coiba es una isla ubicada en Panamá, específicamente al extremo este del Golfo de Chiriquí (en el Océano Pacífico), cerca de las costas de la provincia de Veraguas. Con unos 503,14 km² es la isla más grande de Panamá y la más grande de América Central.
A pesar de su tamaño, gracias a su ubicación remota, más del 80% de la isla permanece virgen y sin influencia de la presencia humana. Por ello, tanto Coiba como sus zonas circundantes han sido designadas como parque nacional en 2004.

## Historia

### Primeros años

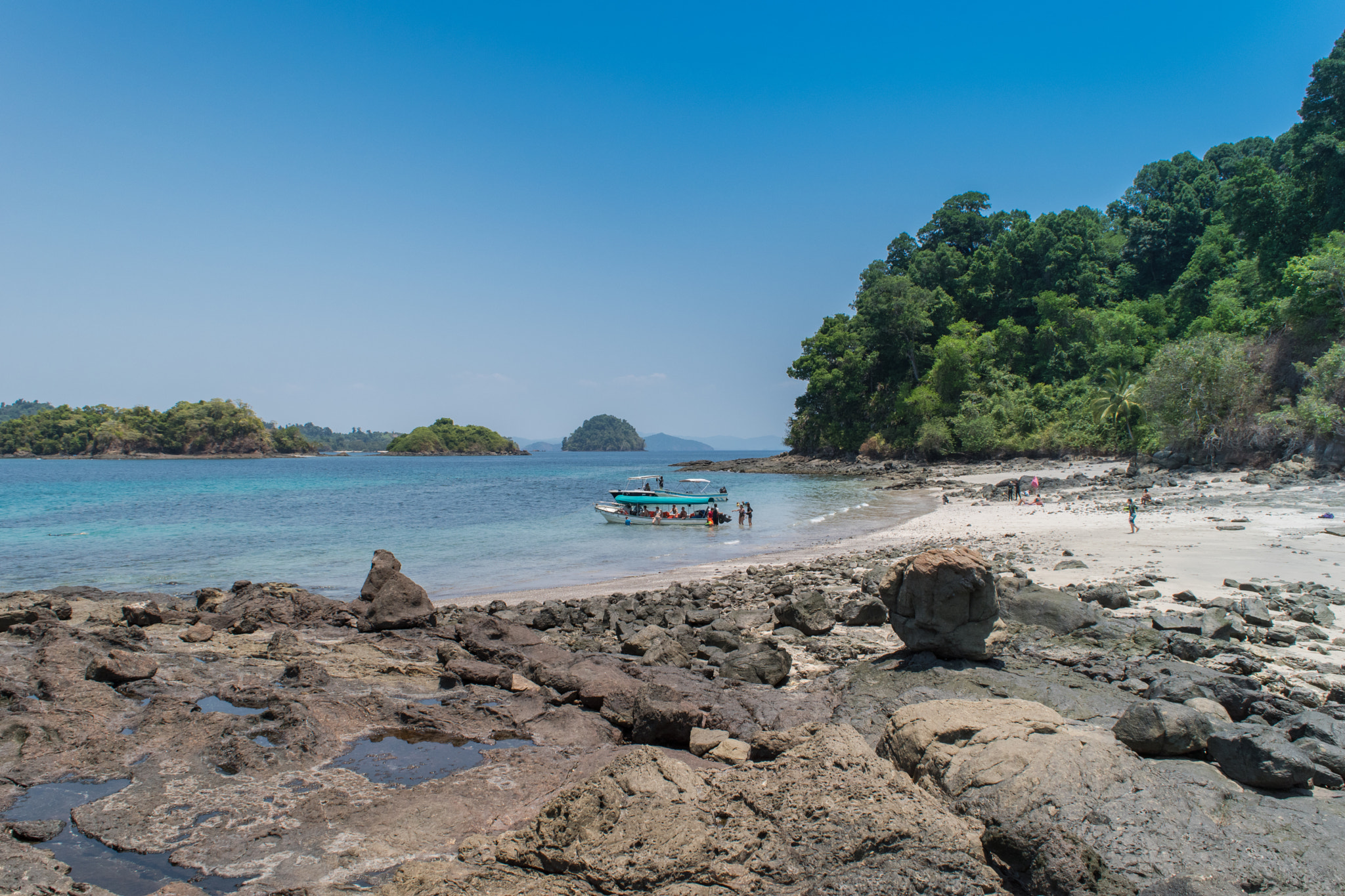
Playa rocosa en Coiba.

La isla se formó a partir del punto caliente de Galápagos y antiguamente formó parte de la zona continental, siendo poblado por los primeros humanos. La flora y fauna fue similar al continente, pero por el crecimiento del nivel del mar y el posterior aislamiento, ésta comenzó a transformarse de manera independiente. Los primeros vestigios de presencia humana se remontan al 200 antes de Cristo.
Bartolomé Hurtado y Hernán Ponce de León exploraron la isla en 1516, teniendo contacto con los indígenas de la zona, pero debido a los abusos y el saqueo de oro, la población fue diezmada. La isla fue visitada ocasionalmente por los piratas en los siglos XVII y XVIII como punto de descanso. A finales del siglo XIX se estableció la pesca de perlas en la isla de Coiba.

### Colonia penal

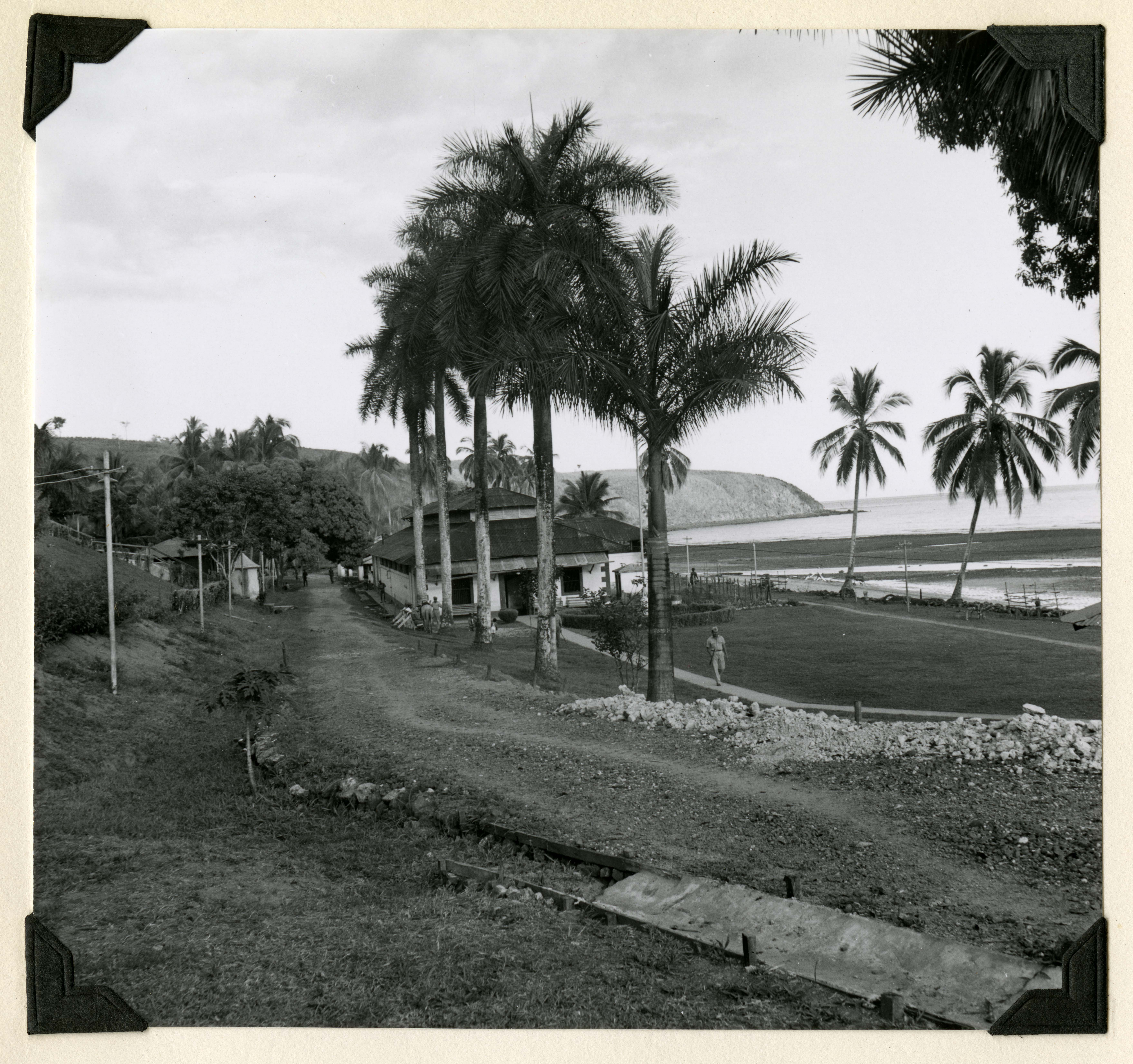
Vista de la colonia penal de Coiba (1956).

Ya convertido Panamá en una nación independiente, se pensó en usar la isla como una colonia penal debido a su carácter inaccesible. En 1919, por obra del presidente Belisario Porras se convirtió como tal, y fueron traslados los primeros reclusos el 19 de enero de 1920. Para evitar el amotinamiento, se construyeron 23 campamentos y fueron divididos en función de su rivalidad y peligrosidad, siendo el Campamento Central el más peligroso y con mayores medidas de seguridad. En la colonia, los reclusos fueron capaces de cultivar su propia comida, incluyendo la crianza de ganado.
En su punto más activo, la colonia penal albergó al mismo tiempo 1000 reclusos, algunos de ellos encerrados por causas políticas. Durante la dictadura militar se acentuó este tipo de encierro, y muchos considerados desaparecidos pueden estar enterrados en las fosas anónimas en los alrededores del antiguo Campamento Central. Los alrededores de la isla están llenos de tiburones y cocodrilos, por lo que era imposible fugarse por el mar.
Tras la caída del régimen militar, la colonia penal se siguió usando con fines de reformar a pandilleros. Pero tras la masacre del 28 de enero de 1998, en donde reos que buscaban fugarse fueron arrastrados a un campamento rival y tuvieron un enfrentamiento, donde cuatro de los reos que buscaban escapar terminaron decapitados; y una fuga exitosa en diciembre de 1999 de cuatro pandilleros, replantearon la necesidad de cerrar la colonia penal, logrando dicho objetivo en 2004 con el traslado de los reclusos a otros penales en el país.

### Parque nacional
En 1991, a través del INRENARE (hoy Ministerio de Ambiente), se convirtió a la isla en un parque natural, teniendo aún activa la colonia penal. En 1998 se incluye la isla en el Sistema Nacional de Áreas Protegidas de Panamá. En 2004, a través de la Ley 44, se elevó el estatus a Parque Nacional Coiba, incluyendo toda su zona conexa (Zona Especial de Protección Marina) que incluye a las 38 islas, islotes y promontorios vecinos en el área de Montijo y sus aguas circundantes. A partir de este entonces, las actividades que se realizan en la isla de Coiba van de la mano con las actividades científicas y turísticas que se desarrollan en todo el parque nacional.

## Geografía

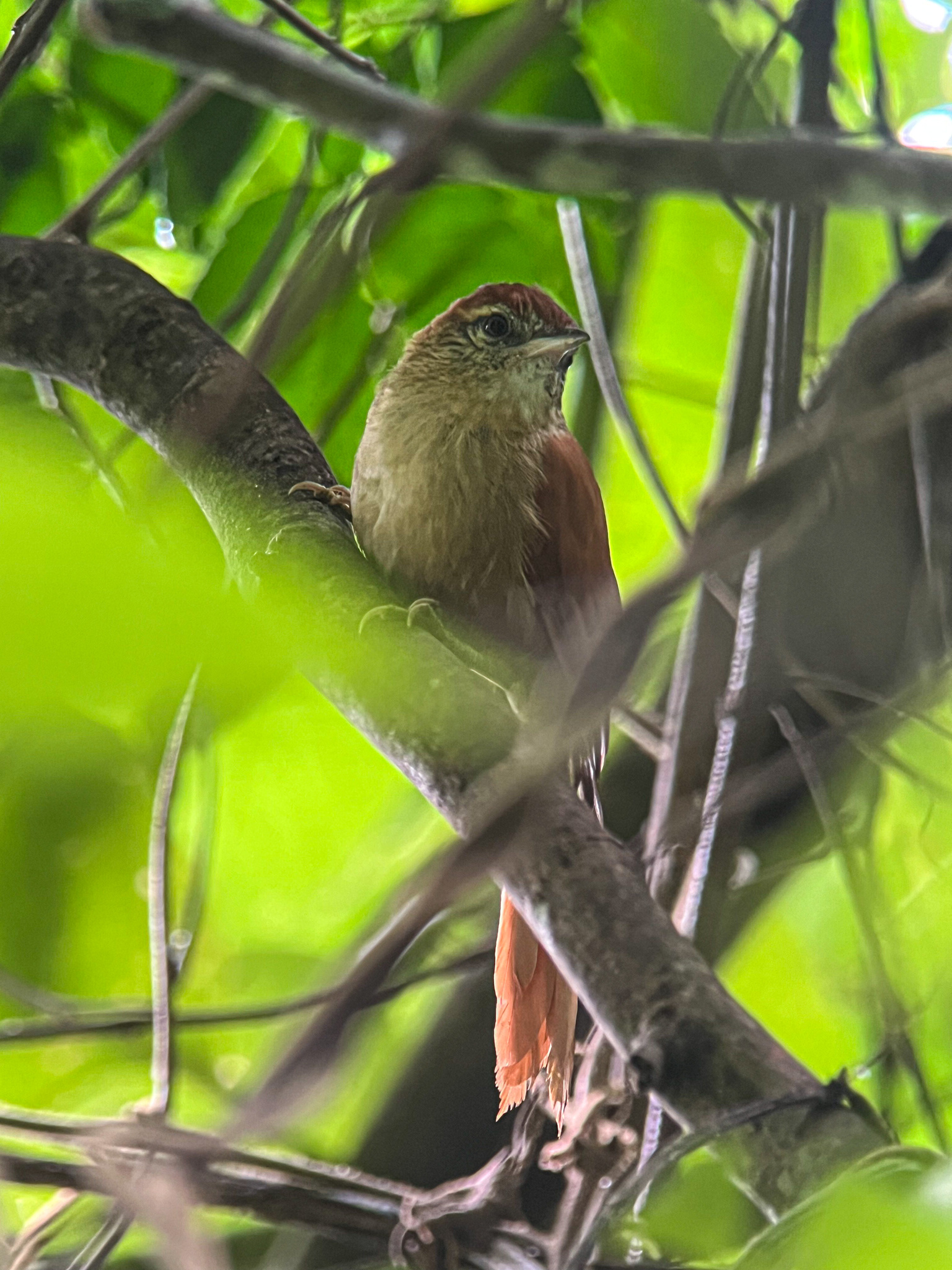
Colaespina de Coiba, especie endémica de la isla.

Ubicado a unos 48 km de tierra firme, específicamente al este del golfo de Chiriquí, es la isla más grande de Panamá y de América Central. Tiene un relieve montañoso en su centro (el punto más alto es el cerro de la Torre, 416 m) y posee numerosos ríos y riachuelos, siendo el río Negro el más grande. En sus cercanías se encuentran las islas de Coibita (al norte) y Jicarón (al sur).
La zona norte de la isla es la única accesible a tierra firme y se ubica la estación del Ministerio de Ambiente panameño. Es el punto más conocido para los visitantes que realizan ecoturismo. La zona sur es inaccesible y sin ninguna afectación hecha por el ser humano, pero con prístinas playas que sólo son aprovechadas por unos pocos practicantes de surf.
La isla es refugio de monos cariblancos, monos aulladores, guacamayas rojas y águilas crestadas. Gracias a su aislamiento de tierra firme, ha desarrollado numerosas especies endémicas. Dentro de la isla existen 97 de las 147 especies de aves que posee todo el parque, incluyendo 20 especies que no existen en el resto de Panamá, como el colaespina de Coiba. En sus aguas residen cuatro especies de tortugas: la tortuga laúd, la tortuga carey, la tortuga olivácea y la tortuga boba. Otras especies propias de la isla incluyen el ñeque de Coiba (Dasyprocta coibae), una especie de zarigüeya y una de venado de cola blanca. Se han podido registrar en la isla más de 30 especies de murciélagos.